# 和田家住宅
和田家住宅（わだけじゅうたく）は、白川郷として知られる岐阜県大野郡白川村の萩町地区にある合掌造り家屋。重要文化財に指定されている。

## 概要
和田家は1573年（天正元年）よりつづく家柄で、当主は代々「弥右衛門」を名乗った。江戸時代には牛首口留番所役人や庄屋を務め、苗字帯刀を許された。また火薬の原料である塩硝（焔硝）の取引で繁栄した。和田家住宅の建築時代は諸説あるが、文化庁によると江戸時代末期であるという。
往時には20人以上の人が住んでいたという。それは山がちで土地が狭かったこの地では、次男三男が分家することが難しく、結果的に長男一家を中心とした大家族となったのである。またこのような理由から、家屋の規模も大型となった。和田家住宅は1995年（平成7年）12月26日に主屋、土蔵、便所の3棟ならびに土地が重要文化財に指定された。現在も住居として使われているが、内部の見学が可能である。

## 地理
白川郷は「白川郷・五箇山の合掌造り集落」として世界遺産に登録されている。和田家住宅はその白川郷・荻町地区の北の外れにある。荻町城跡展望台に上がり、下を見下ろすと和田家を一番手前に見ることができる。

## 建築概要

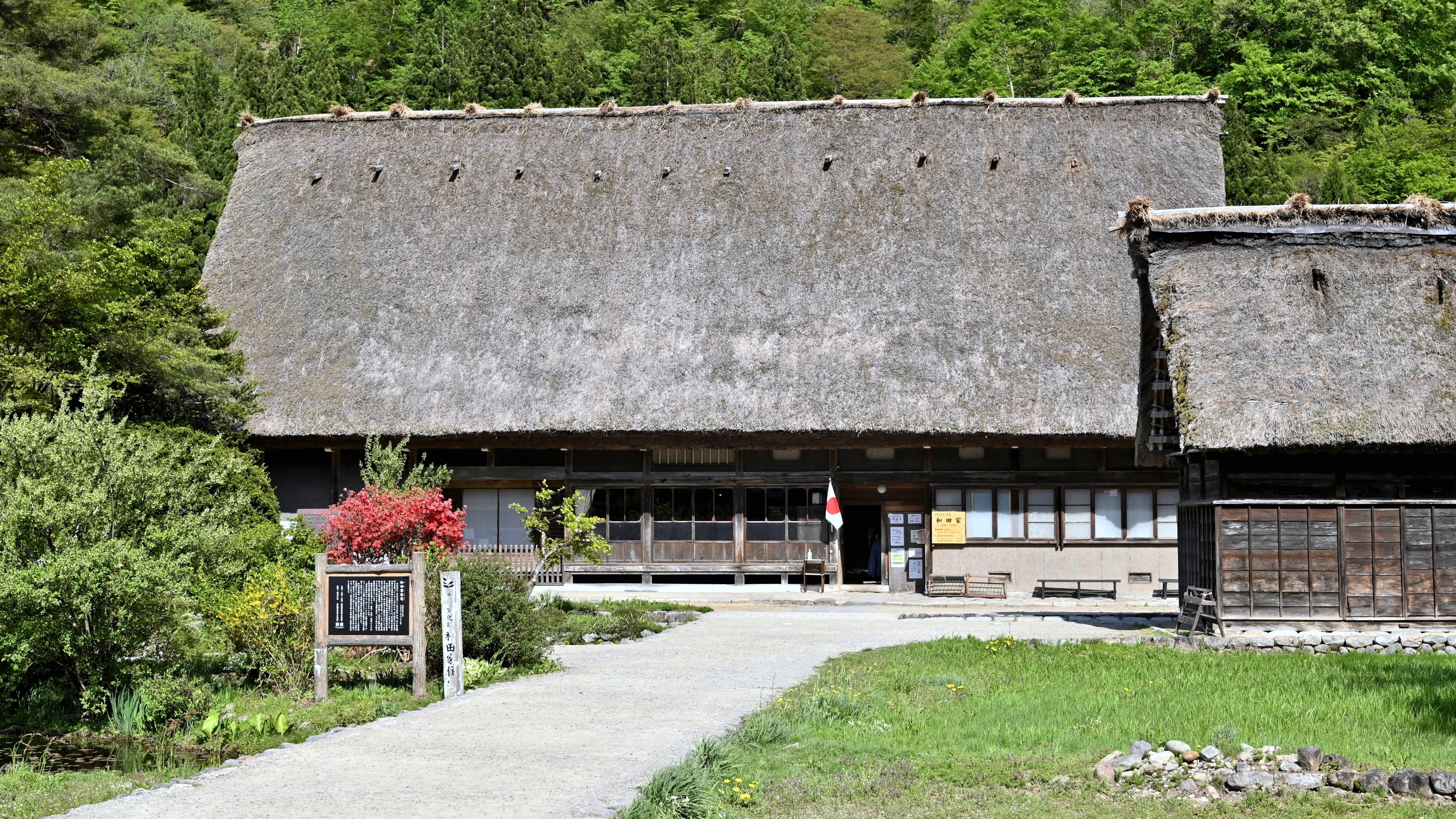
平側

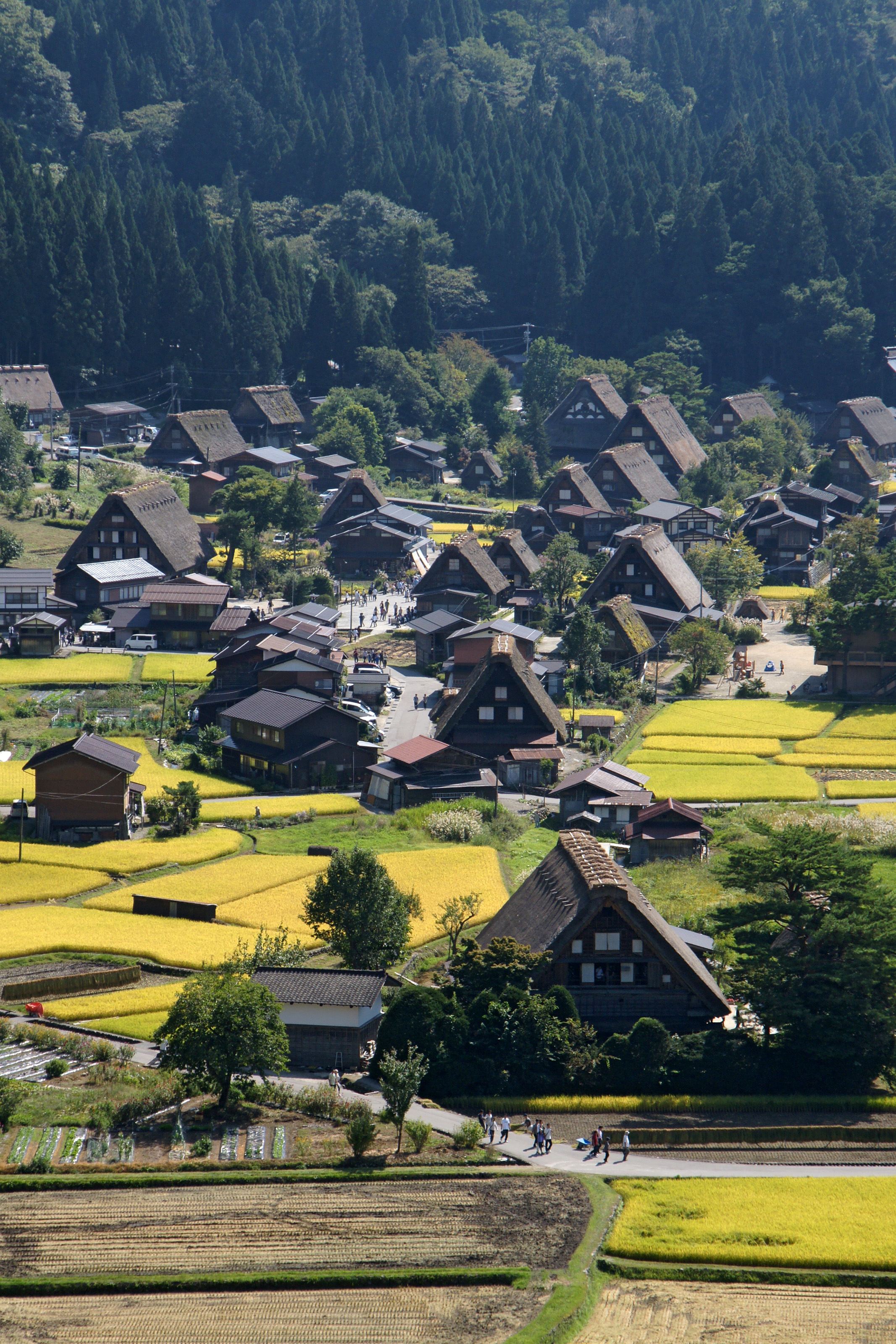
展望台からの風景。手前中央に和田家住宅が見える（2009年9月21日撮影）

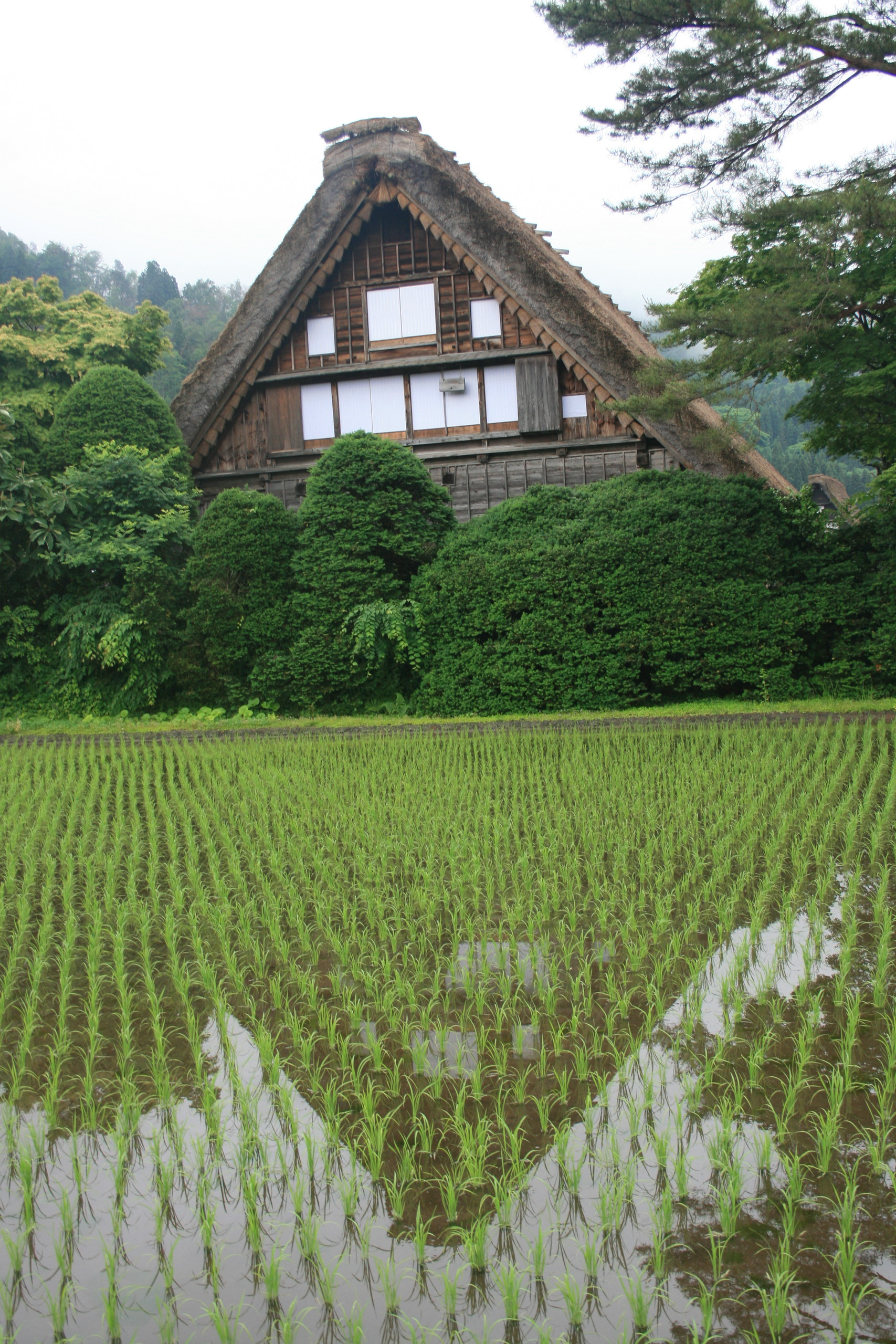
水田に映る和田家住宅

主屋は西を正面として建ち、主屋の手前右側に便所、後方（東側）に土蔵が建つ。
- 主屋

合掌造り。屋根は切妻造茅葺。平面規模は桁行22.3 m、梁間12.8 m。3階建てであり、2階より上階では養蚕が営まれていた。1階の囲炉裏から暖をとり、風通しを良くする目的で2階から上の床板には隙間がある。また囲炉裏の熱や煙には家屋の防虫・防湿効果がある。主屋は妻側を南北に向けて建つが、これは風通しを良くするための工夫である。
- 土蔵

屋根は切妻造桟瓦葺。平面規模は桁行6.1 m、梁間5.3 mで、2階建てとする。
- 便所

屋根は切妻造茅葺。平面規模は桁行7.3 m、梁間4.3 m。
- 土地

上記建物とともに土地3,583.32 m2（水路、石垣、池を含む）が重要文化財に指定されている。宅地内には融雪のための池、石組み水路を構え、周囲には防風林が配置されている。和田家住宅は主屋とともに、付属建物や水路、石垣などを含めた屋敷構え全体が良好に保存されている点が、文化財として高く評価されている。

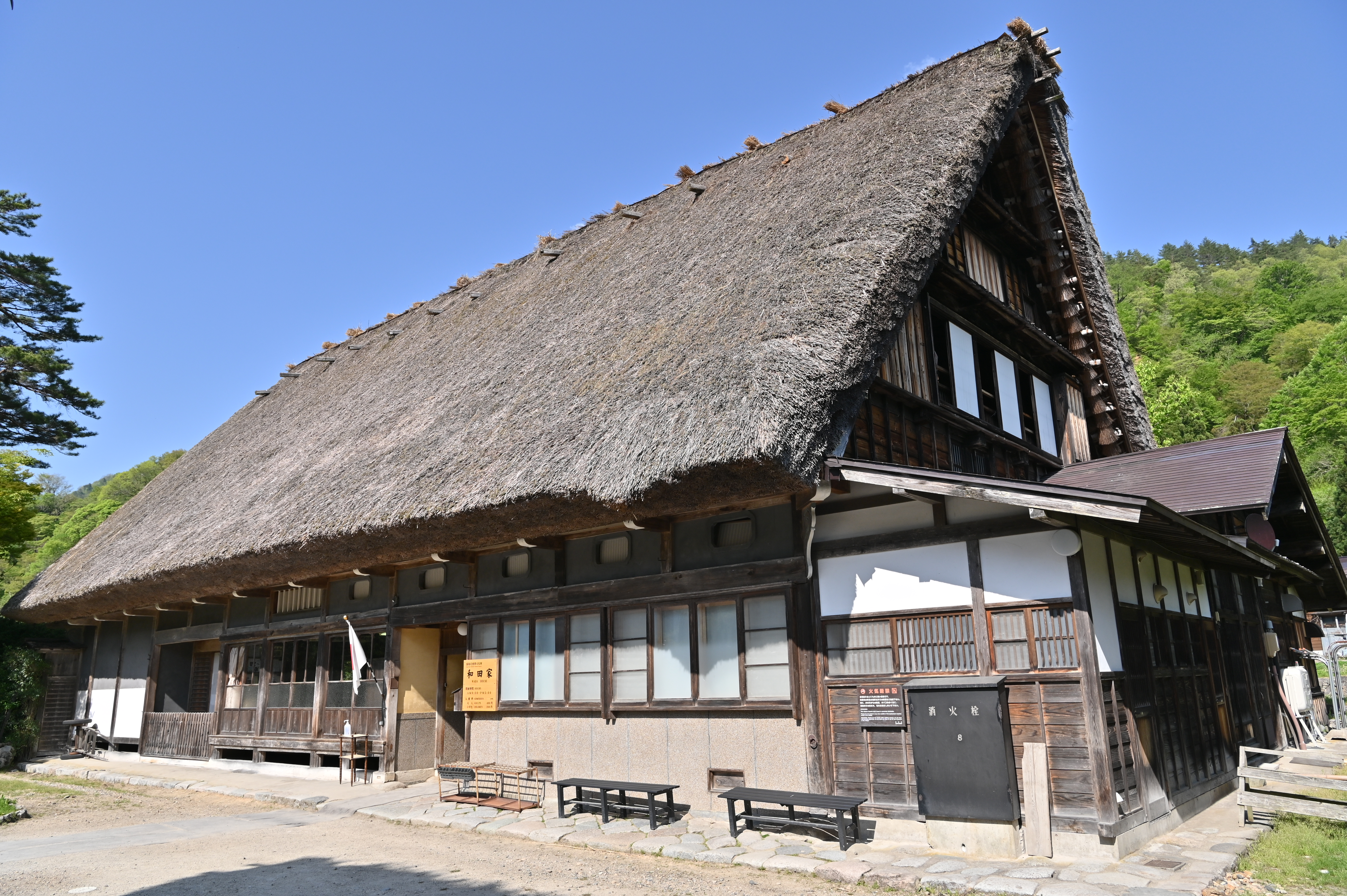
主屋外観（2022年5月）
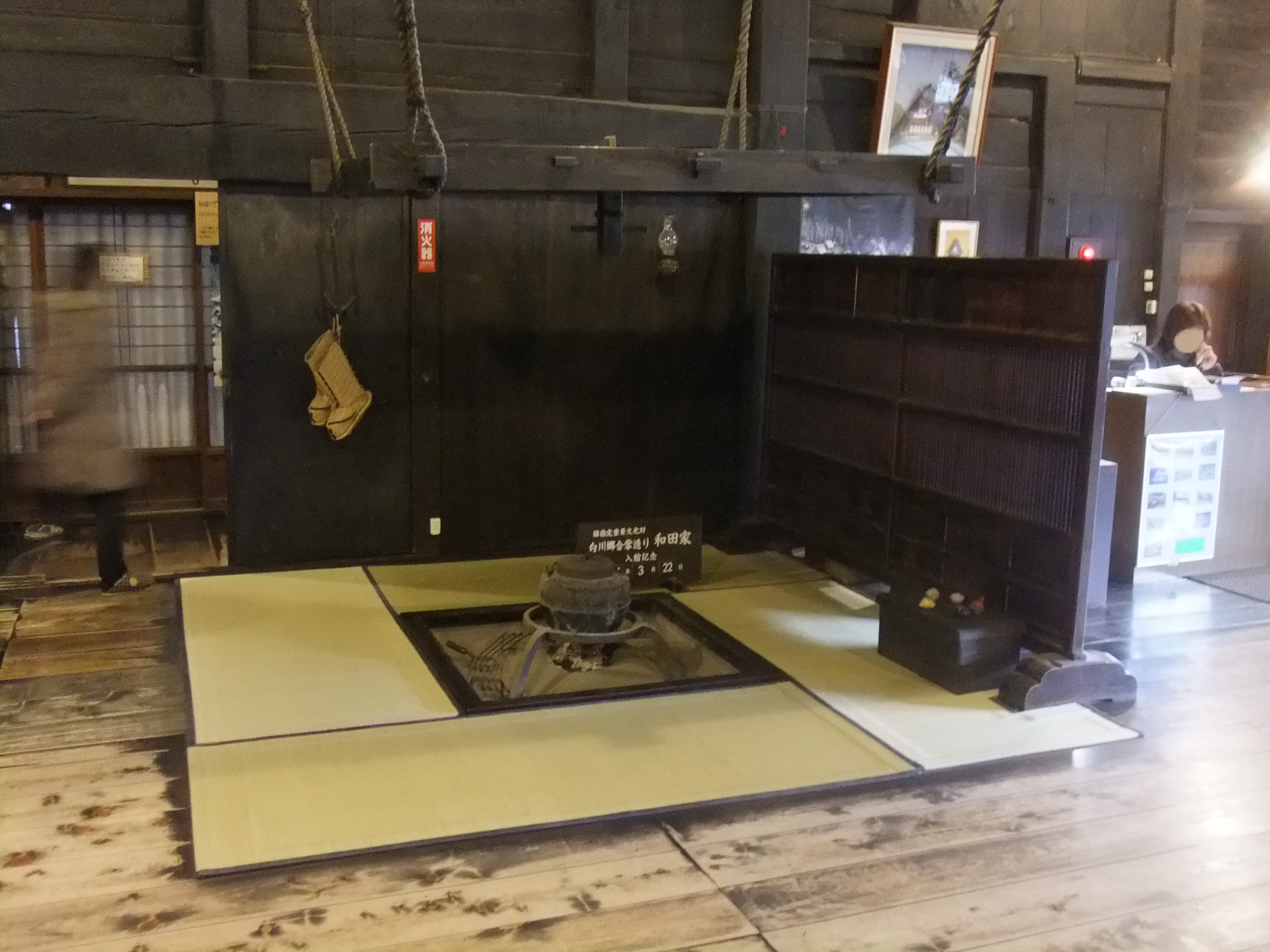
主屋1階内部（2012年3月）
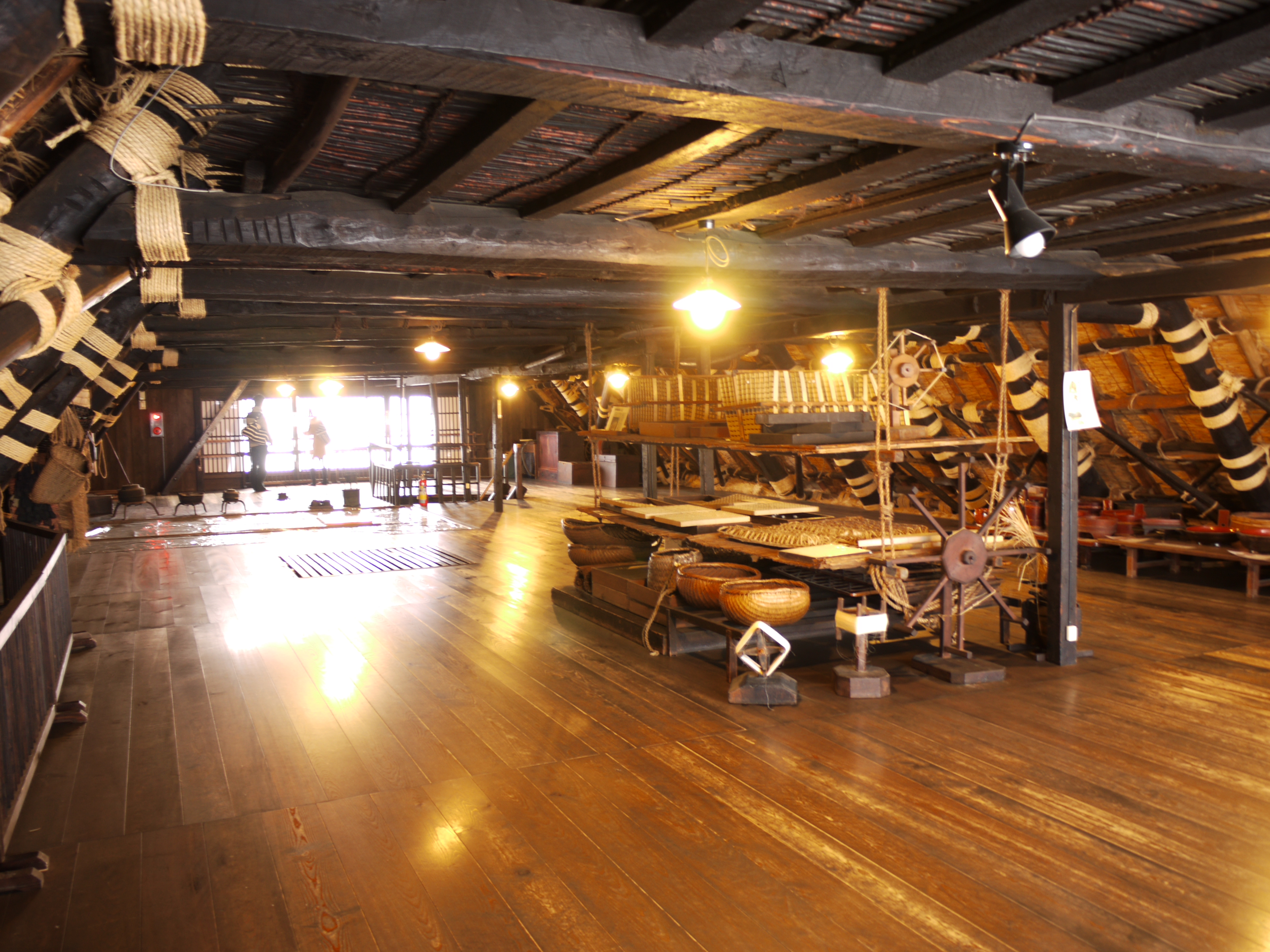
主屋2階内部（2012年3月）
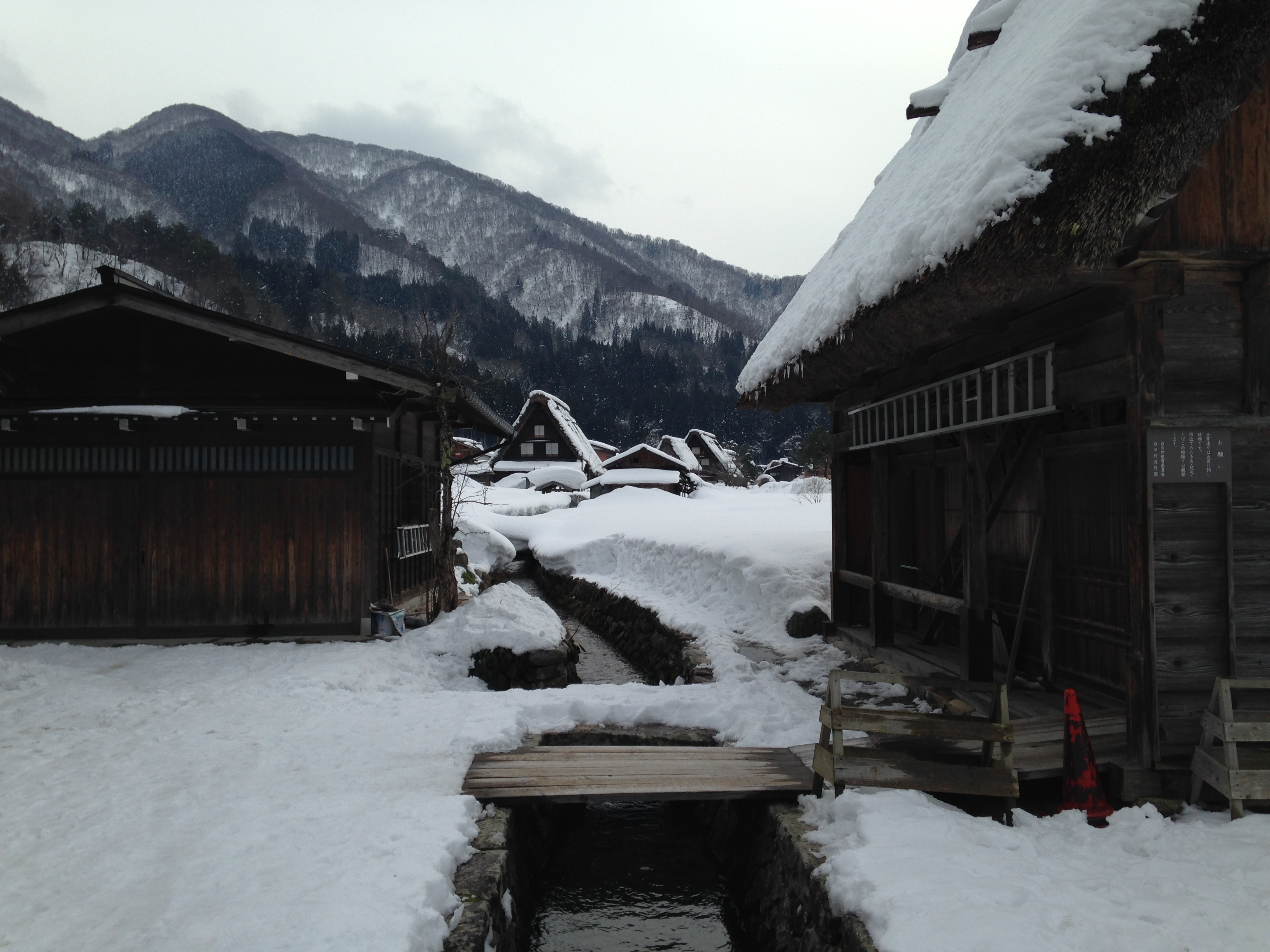
便所（右の建物、重要文化財）と融雪用の水路

## アクセス
- 自動車：東海北陸自動車道白川郷インターチェンジを下り白川郷内の「村営せせらぎ公園駐車場」へ車を停め徒歩10分。
- 鉄道・バス：高速バス・路線バスで白川郷バスターミナル下車、徒歩4分[1]。同所までの交通アクセスは白川郷#路線バスを参照のこと。

## 公開時間・料金
- 9:00 - 17:00
- 休館日：不定

## 周辺の観光スポット
- 御母衣ダム
- 荘川桜
- 菅沼合掌造り集落（富山県南砺市（五箇山）の合掌集落）
- 相倉合掌造り集落（同上）